# Rejon iliszewski
Rejon iliszewski (ros. Илишевский район) - jeden z 54 rejonów w Baszkirii. Stolicą regionu jest Werchnejarkejewo.
100% populacji stanowi ludność wiejska, ponieważ w regionie nie ma żadnego miasta.